# Jacob Savery

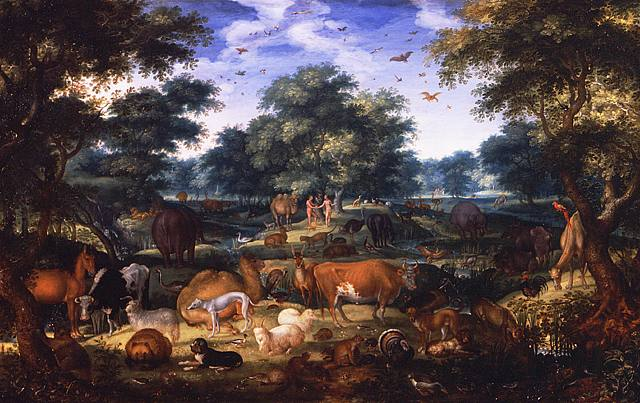
Il giardino dell'Eden, 1601.

Jacob Savery (Kortrijk, 1566 – Amsterdam, 1603) è stato un pittore olandese.

## Biografia
I dati sulla sua vita sono incerti e spesso contrastanti. Secondo Karel van Mander, fu uno dei più brillanti allievi di Hans Bol, e fu maestro del fratello Roelant Savery e di Frans de Grebber; lavorò ad Haarlem e morì di peste ad Amsterdam nel 1603. Arnold Houbraken cita allo stesso modo l'apprendistato di Roelant presso il fratello Jacob, definendone però quest'ultimo erroneamente il padre.
Secondo l'istituto olandese per la storia dell'arte, lavorò ad Haarlem dal 1584 al 1589, prima di trasferirsi ad Amsterdam. Fu maestro di Joos Goemare, Frans de Grebber, Willem van Nieulandt II e di suo fratello Roelant. Il nome del padre era Maarten Savery, fu fratello di Hans I Savery oltre che di Roelant, padre di Jan Savery, Jacob II, Salomon, e Maria. Grazie a Maria divenne nonno dei pittori Geertruyd, Roelant Roghman e Magdalena Roghman.